# Objectiu Birmània
Objectiu Birmània (Objective, Burma!) és una pel·lícula de guerra estatunidenca dirigida per Raoul Walsh el 1945 i doblada al català.

## Argument
El 1943, un comando de paracaigudistes americans, ajudats per un oficial de l'Exèrcit nacional revolucionari xinès i de dos exploradors gurkhas, és deixat anar a l'Alta Birmània per destruir una estació de radar japonesa. Pel camí de la tornada, les peripècies es multiplicaran mentre que la unitat haurà d'enfrontar-se a soldats de l'exèrcit imperial japonès.

## Repartiment
- Errol Flynn: Capità Nelson
- James Brown: Sergent Treacy
- William Prince: Tinent Jacobs
- George Tobias: Caporal Gabby Gordon
- Henry Hull: Mark Williams (corresponsal de guerra American News)
- Warner Anderson: Coronel J. Carter (CO, 503rd Infantry)
- John Alvin: Hogan
- Marc Stevens (amb el nom de Stephen Richards): Tinent Barker
- Richard Erdman: Soldat ras Nebraska Hooper
- Tony Caruso: Miggliori

## Comentaris
- Aquesta pel·lícula val sobretot per a la qualitat de les seves escenes de combat, àmpliament superior a la de moltes produccions contemporànies rodades completament en estudis.
- El guió no és tenyit per la rectitud política que guiarà moltes realitzacions ulteriors. A tall d'exemple, les accions de l'exèrcit imperial japonès són posades en qüestió i els GI's es refereixen als soldats japonesos anomenant-los «monkeys» (simis).
- La pel·lícula és molt americana, encara que posi en escena un xinès i dos Gurkhas. Aquesta composició a la glòria dels Estats Units li va suposar ser prohibida al Regne Unit, per no respectar la veritat històrica, ja que són principalment soldats indis i britànics els que van participar en la campanya de Birmània en el centre i el sud del país i xinesos al nord. El fet que la història es desenvolupi abans de la reconquesta aliada pot tanmateix justificar aquesta tria.
- Un dels escriptors del patriòtic guió, Lester Cole, serà més tard acusat de simpaties amb el comunisme.

## Nominacions
- 1946:
  - Oscar al millor muntatge per George Amy
  - Oscar a la millor banda sonora per Franz Waxman
  - Oscar al millor guió original per Alvah Bessie